# Circonscription électorale de Nara
La circonscription électorale de Nara (奈良県選挙区, Nara-ken senkyo-ku) est une subdivision électorale de la Chambre des conseillers du Japon, représentant la préfecture de Nara. Deux conseillers y sont élus au scrutin uninominal majoritaire à un tour.

## Conseillers
| Série 1 (1947 : 1er, mandat de 6 ans) | Série 1 (1947 : 1er, mandat de 6 ans) | Élection                   | Série 2 (1947 : 2e, mandat de 3 ans)  | Série 2 (1947 : 2e, mandat de 3 ans) |
| ------------------------------------- | ------------------------------------- | -------------------------- | ------------------------------------- | ------------------------------------ |
|                                       | Tōhei Komai (ja) (PNC)                | 1947                       |                                       | Kyōichi Hattori (ja) (Ind.)          |
| ,1948                                 | Tōhei Komai (ja) (PNC)                |                            | Shōshin Fujieda (ja) (PSJ)            |                                      |
| 1950                                  | Tōhei Komai (ja) (PNC)                |                            | Torasaburō Shintani (ja) (Ryokufūkai) |                                      |
|                                       | Tokutarō Kimura (ja) (Ind.)           | 1953                       | Torasaburō Shintani (ja) (Ryokufūkai) |                                      |
| 1956                                  | Tokutarō Kimura (ja) (Ind.)           |                            | Torasaburō Shintani (PLD)             |                                      |
|                                       | Tokutarō Kimura (PLD)                 | 1959                       | Torasaburō Shintani (PLD)             |                                      |
| 1962                                  | Tokutarō Kimura (PLD)                 |                            | Torasaburō Shintani (PLD)             |                                      |
| Hisaji Ōmori (ja) (PLD)               | 1965                                  |                            | Torasaburō Shintani (PLD)             |                                      |
| Hisaji Ōmori (ja) (PLD)               | 1968                                  |                            | Torasaburō Shintani (PLD)             |                                      |
| Hisaji Ōmori (ja) (PLD)               | 1971                                  |                            | Torasaburō Shintani (PLD)             |                                      |
| Hisaji Ōmori (ja) (PLD)               | 1974                                  |                            | Torasaburō Shintani (PLD)             |                                      |
| Toshio Horiuchi (ja) (PLD)            | 1976,                                 |                            | Torasaburō Shintani (PLD)             |                                      |
| Toshio Horiuchi (ja) (PLD)            | 1977                                  |                            | Torasaburō Shintani (PLD)             |                                      |
| Toshio Horiuchi (ja) (PLD)            | 1980                                  |                            | Torasaburō Shintani (PLD)             |                                      |
| Toshio Horiuchi (ja) (PLD)            | 1983                                  |                            | Torasaburō Shintani (PLD)             |                                      |
| Toshio Horiuchi (ja) (PLD)            | ,1985                                 | Yasushi Hattori (ja) (PLD) |                                       |                                      |
| Toshio Horiuchi (ja) (PLD)            | 1986                                  | Yasushi Hattori (ja) (PLD) |                                       |                                      |
|                                       | Kazuo Shinsaka (ja) (Rengō)           | Yasushi Hattori (ja) (PLD) | 1989                                  |                                      |
| Yukihisa Yoshida (ja) (Rengō)         | 1992,                                 | Yasushi Hattori (ja) (PLD) |                                       |                                      |
| Yukihisa Yoshida (ja) (Rengō)         | 1992                                  | Minao Hattori (ja) (PLD)   |                                       |                                      |
|                                       | Yukihisa Yoshida (Shinshintō)         | Minao Hattori (ja) (PLD)   | 1995                                  |                                      |
| 1998                                  | Yukihisa Yoshida (Shinshintō)         | Minao Hattori (ja) (PLD)   |                                       |                                      |
|                                       | Shōgo Arai (PLD)                      | Minao Hattori (ja) (PLD)   | 2001                                  |                                      |
| 2004                                  | Shōgo Arai (PLD)                      |                            | Kiyoshige Maekawa (ja) (PDJ)          |                                      |
|                                       | Tetsuji Nakamura (ja) (PDJ)           | 2007                       | Kiyoshige Maekawa (ja) (PDJ)          |                                      |
| 2010                                  | Tetsuji Nakamura (ja) (PDJ)           |                            | Kiyoshige Maekawa (ja) (PDJ)          |                                      |
|                                       | Iwao Horii (ja) (PLD)                 | 2013                       | Kiyoshige Maekawa (ja) (PDJ)          |                                      |
| 2016                                  | Iwao Horii (ja) (PLD)                 |                            | Kei Satō (PLD)                        |                                      |
| 2019                                  | Iwao Horii (ja) (PLD)                 |                            | Kei Satō (PLD)                        |                                      |
| 2022                                  | Iwao Horii (ja) (PLD)                 |                            | Kei Satō (PLD)                        |                                      |
| 2025                                  | Iwao Horii (ja) (PLD)                 |                            | Kei Satō (PLD)                        |                                      |